# Episodi di Un detective in corsia (terza stagione)
La terza stagione della serie televisiva Un detective in corsia, composta da 18 episodi, è stata trasmessa sul canale statunitense CBS dall'8 dicembre 1995 al 3 maggio 1996.
In Italia è stata trasmessa su Canale 5 dal 28 luglio al 20 agosto 1998.
| nº | Titolo originale                    | Titolo italiano                              | Prima TV USA     | Prima TV Italia |
| -- | ----------------------------------- | -------------------------------------------- | ---------------- | --------------- |
| 1  | An Innocent Murder                  | La pillola fatale                            | 8 dicembre 1995  | 28 luglio 1998  |
| 2  | Witness to Murder                   | Una bambina da proteggere                    | 15 dicembre 1995 | 29 luglio 1998  |
| 3  | All-American Murder                 | Morte tra le dune                            | 22 dicembre 1995 | 30 luglio 1998  |
| 4  | Murder in the Courthouse            | Tutto per la giustizia                       | 29 dicembre 1995 | 31 luglio 1998  |
| 5  | Murder on the Run (Part 1 & 2)      | Omicidio in palestra (prima e seconda parte) | 5 gennaio 1996   | 3 agosto 1998   |
| 6  | Murder on the Run (Part 1 & 2)      | Omicidio in palestra (prima e seconda parte) | 12 gennaio 1996  | 4 agosto 1998   |
| 7  | Love is Murder                      | Una bionda molto pericolosa                  | 19 gennaio 1996  | 5 agosto 1998   |
| 8  | Misdiagnosis Murder                 | Una diagnosi sbagliata                       | 26 gennaio 1996  | 6 agosto 1998   |
| 9  | The Pressure to Murder              | Codice per un omicidio                       | 9 febbraio 1996  | 7 agosto 1998   |
| 10 | Living on the Strrets Can Be Murder | Traffico d'organi                            | 16 febbraio 1996 | 10 agosto 1998  |
| 11 | Murder Murder                       | Come due gocce d'acqua                       | 23 febbraio 1996 | 11 agosto 1998  |
| 12 | Murder in the Dark                  | La doppia vita                               | 8 marzo 1996     | 12 agosto 1998  |
| 13 | 35 Millimeter Murder                | Sequenza di morte                            | 29 marzo 1996    | 14 agosto 1998  |
| 14 | The Trade Murder                    | Scambio di favori                            | 5 aprile 1996    | 18 agosto 1998  |
| 15 | Mind Over Murder                    | Cronaca di un delitto                        | 12 aprile 1996   | 17 agosto 1998  |
| 16 | Murder by the Book                  | Un libro per uccidere                        | 19 aprile 1996   | 19 agosto 1998  |
| 17 | FMurder                             | Un alibi di ferro                            | 26 aprile 1996   | 20 agosto 1998  |
| 18 | Left-Handed Murder                  | Tre vedove e un morto                        | 3 maggio 1996    | 13 agosto 1998  |